# Gabriela Pulgar
Pour les articles homonymes, voir Pulgar.
Gabriela Pulgar Luco (née en 1989 à Viña del Mar) est la Miss Monde Chili 2011 et est une chanteuse et animatrice de télévision chilienne.

## Télévision
- 2011 : Talento chileno (Chilevisión)
- 2011 : Miss World 2011
- 2011 :  Mentiras Verdaderas
- 2013 : La Odisea (TVN)
- 2014 :  Doremix
- 2015  :  The Voice Chile
- 2018  :  Festival Internacional de la Canción de Viña del Mar